# Верхние Галковичи
Верхние Галковичи — деревня в Псковском районе Псковской области России. Входит в состав Писковичской волости.
Деревня расположена к 8 км к северу от центра города Пскова.
Численность населения по состоянию на 2000 год составляла 37 жителей.